# Daniel Jeleniewski
Daniel Sebastian Jeleniewski (ur. 27 stycznia 1983 w Lublinie) – polski żużlowiec.

## Kariera sportowa
Licencję żużlową uzyskał w roku 1999. W sezonach 1999–2007 związany z klubami z Lublina (kolejno LKŻ Lublin i TŻ Lublin). Tory Speedway Ekstraligi poznał jeżdżąc w składzie drużyny z Wrocławia.
Największy sukces w dotychczasowej karierze osiągnął w roku 2007 zajmując IV miejsce (za Rune Holtą, Tomaszem Gollobem i Damianem Balińskim) w finale indywidualnych mistrzostw Polski rozegranym we Wrocławiu.

## Osiągnięcia

### Drużynowe Mistrzostwa Polski
| Sezon | Klub                          | Miejsce | Średnia biegowa | Liga       | Zwycięzca ligi                               | Mistrz Polski                    |
| ----- | ----------------------------- | ------- | --------------- | ---------- | -------------------------------------------- | -------------------------------- |
| 1999  | LKŻ Lublin                    | 7.      | 0,176           | II liga    | Włókniarz Malma Częstochowa                  | Ludwik Polonia Piła              |
| 2000  | LKŻ Lublin                    | 6.      | 1,200           | II liga    | Kolejarz Rawicz                              | Polonia Bydgoszcz                |
| 2001  | TŻ Lublin                     | 6.      | 1,000           | II liga    | Unia Tarnów                                  | Apator Adriana Toruń             |
| 2002  | TŻ Sipma Lublin               | 1.      | 1,545           | II liga    | —                                            | Polonia Bydgoszcz                |
| 2003  | TŻ Sipma Lublin               | 3.      | 1,352           | I liga     | RKM Rybnik                                   | Top Secret Włókniarz Częstochowa |
| 2004  | TŻ Sipma Lublin               | 2.      | 1,262           | I liga     | Lotos Gdańsk                                 | Unia Tarnów                      |
| 2005  | TŻ Sipma Lublin               | 6.      | 1,460           | I liga     | Marma Polskie Folie Rzeszów                  | Unia Tarnów                      |
| 2006  | TŻ Lublin                     | 5.      | 1,879           | I liga     | ZKŻ Kronopol Zielona Góra                    | Atlas Wrocław                    |
| 2007  | TŻ Lublin                     | 7.      | 2,181           | I liga     | Stal Gorzów                                  | Unia Leszno                      |
| 2008  | Atlas Wrocław                 | 5.      | 1,493           | Ekstraliga | Unibax Toruń                                 | Unibax Toruń                     |
| 2009  | Atlas Wrocław                 | 7.      | 1,625           | Ekstraliga | Falubaz Zielona Góra                         | Falubaz Zielona Góra             |
| 2010  | Betard WTS Wrocław            | 4.      | 0,893           | Ekstraliga | Unia Leszno                                  | Unia Leszno                      |
| 2011  | Orzeł Łódź                    | 7.      | 1,812           | I liga     | Polonia Bydgoszcz                            | Stelmet Falubaz Zielona Góra     |
| 2012  | Lubelski Węgiel KMŻ Lublin    | 3.      | 1,877           | I liga     | Lechma Start Gniezno                         | Azoty Tauron Tarnów              |
| 2013  | Lubelski Węgiel KMŻ Lublin    | 4.      | 2,267           | I liga     | Renault Zdunek Wybrzeże Gdańsk               | Stelmet Falubaz Zielona Góra     |
| 2014  | GKM Grudziądz                 | 3.      | 1,775           | I liga     | PGE Marma Rzeszów                            | Stal Gorzów Wielkopolski         |
| 2015  | GKM Grudziądz                 | 8.      | 1,054           | Ekstraliga | Fogo Unia Leszno                             | Fogo Unia Leszno                 |
| 2016  | Eko-Dir Włokniarz Częstochowa | 3.      | 1,888           | I liga     | Orzeł Łódź                                   | Stal Gorzów Wielkopolski         |
| 2017  | Speed Car Motor Lublin        | 2.      | 2,250           | II liga    | GTM Start Gniezno                            | Fogo Unia Leszno                 |
| 2018  | Speed Car Motor Lublin        | 1.      | 1,917           | I liga     | —                                            | Fogo Unia Leszno                 |
| 2019  | Orzeł Łódź                    | 7.      | 2,000           | I liga     | ROW Rybnik                                   | Fogo Unia Leszno                 |
| 2020  | Orzeł Łódź                    | 3.      | 1,723           | I liga     | eWinner Apator Toruń                         | Fogo Unia Leszno                 |
| 2021  | Abramczyk Polonia Bydgoszcz   | 5.      | 1,850           | I liga     | Arged Malesa TŻ Ostrovia Ostrów Wielkopolski | Betard Sparta Wrocław            |
| 2022  | Abramczyk Polonia Bydgoszcz   | 3.      | 1,608           | I liga     | Cellfast Wilki Krosno                        | Motor Lublin                     |
| 2023  | Abramczyk Polonia Bydgoszcz   | 2.      | 1,429           | I liga     | Enea Falubaz Zielona Góra                    | Platinum Motor Lublin            |
| 2024  | Unia Tarnów                   | 1.      | 1,400           | II liga    | —                                            | Orlen Oil Motor Lublin           |

### Indywidualne Mistrzostwa Polski
| Dzień                          | Rok  | Klub                          | Miejscowość              | Miejsce                    | Punkty                     | Biegi                      | Zwycięzca          |
| ------------------------------ | ---- | ----------------------------- | ------------------------ | -------------------------- | -------------------------- | -------------------------- | ------------------ |
| 15 sierpnia                    | 2001 | TŻ Lublin                     | Bydgoszcz                | 17. miejsce w ćwierćfinale | 17. miejsce w ćwierćfinale | 17. miejsce w ćwierćfinale | Tomasz Gollob      |
| 15 sierpnia                    | 2002 | TŻ Sipma Lublin               | Toruń                    | 15. miejsce w ćwierćfinale | 15. miejsce w ćwierćfinale | 15. miejsce w ćwierćfinale | Tomasz Gollob      |
| 15 sierpnia                    | 2005 | TŻ Sipma Lublin               | Tarnów                   | 11. miejsce w ćwierćfinale | 11. miejsce w ćwierćfinale | 11. miejsce w ćwierćfinale | Janusz Kołodziej   |
| 15 sierpnia                    | 2006 | TŻ Lublin                     | Tarnów                   | 8. miejsce w ćwierćfinale  | 8. miejsce w ćwierćfinale  | 8. miejsce w ćwierćfinale  | Tomasz Gollob      |
| 15 sierpnia                    | 2007 | TŻ Lublin                     | Wrocław                  | 4.                         | 9                          | (t,3,3,3,0)                | Rune Holta         |
| 9 sierpnia                     | 2008 | Atlas Wrocław                 | Leszno                   | 11. miejsce w półfinale    | 11. miejsce w półfinale    | 11. miejsce w półfinale    | Adam Skórnicki     |
| 25 lipca                       | 2009 | Atlas Wrocław                 | Toruń                    | 10.                        | 5                          | (3,2,0,0,d)                | Tomasz Gollob      |
| 18 września                    | 2010 | Betard WTS Wrocław            | Zielona Góra             | 17.                        | 0                          | (0,0)                      | Janusz Kołodziej   |
| 3 września                     | 2011 | Orzeł Łódź                    | Leszno                   | 12. miejsce w półfinale    | 12. miejsce w półfinale    | 12. miejsce w półfinale    | Jarosław Hampel    |
| 15 sierpnia                    | 2012 | Lubelski Węgiel KMŻ Lublin    | Zielona Góra             | 15. miejsce w ćwierćfinale | 15. miejsce w ćwierćfinale | 15. miejsce w ćwierćfinale | Tomasz Jędrzejak   |
| 6 października                 | 2013 | Stal Gorzów Wielkopolski      | Tarnów                   | 10. miejsce w ćwierćfinale | 10. miejsce w ćwierćfinale | 10. miejsce w ćwierćfinale | Janusz Kołodziej   |
| 14 sierpnia                    | 2014 | GKM Grudziądz                 | Zielona Góra             | 10. miejsce w półfinale    | 10. miejsce w półfinale    | 10. miejsce w półfinale    | Krzysztof Kasprzak |
| 5 lipca                        | 2015 | MrGarden GKM Grudziądz        | Gorzów Wielkopolski      | 10. miejsce w półfinale    | 10. miejsce w półfinale    | 10. miejsce w półfinale    | Maciej Janowski    |
| 1 lipca                        | 2016 | Eko-Dir Włókniarz Częstochowa | Leszno                   | 17.                        | 0                          | (0)                        | Patryk Dudek       |
| 2 lipca                        | 2017 | Speed Car Motor Lublin        | Gorzów Wielkopolski      | 16.                        | 1                          | (0,0,1,0,0)                | Szymon Woźniak     |
| 4 sierpnia                     | 2018 | Speed Car Motor Lublin        | Leszno                   | 13. miejsce w półfinale    | 13. miejsce w półfinale    | 13. miejsce w półfinale    | Piotr Pawlicki     |
| 14 lipca                       | 2019 | Orzeł Łódź                    | Leszno                   | 8. miejsce w półfinale     | 8. miejsce w półfinale     | 8. miejsce w półfinale     | Janusz Kołodziej   |
| 11 lipca                       | 2021 | Abramczyk Polonia Bydgoszcz   | Leszno                   | 12. miejsce w półfinale    | 12. miejsce w półfinale    | 12. miejsce w półfinale    | Bartosz Zmarzlik   |
| 9 lipca 15 sierpnia 5 września | 2022 | Abramczyk Polonia Bydgoszcz   | Grudziądz Krosno Rzeszów | 9. miejsce w ćwierćfinale  | 9. miejsce w ćwierćfinale  | 9. miejsce w ćwierćfinale  | Bartosz Zmarzlik   |

### Młodzieżowe Indywidualne Mistrzostwa Polski
| Dzień     | Rok  | Klub            | Miejscowość | Miejsce                 | Punkty                  | Biegi                   | Zwycięzca        |
| --------- | ---- | --------------- | ----------- | ----------------------- | ----------------------- | ----------------------- | ---------------- |
| 9 czerwca | 2002 | TŻ Sipma Lublin | Leszno      | 14.                     | 2                       | (d,u,2,0,-)             | Artur Bogińczuk  |
| 10 lipca  | 2003 | TŻ Sipma Lublin | Rybnik      | 17.                     | 1                       | (1,0)                   | Łukasz Romanek   |
| 8 lipca   | 2004 | TŻ Sipma Lublin | Piła        | 12. miejsce w półfinale | 12. miejsce w półfinale | 12. miejsce w półfinale | Janusz Kołodziej |

### Złoty Kask
| Dzień            | Rok  | Klub                          | Miejscowość         | Miejsce                    | Punkty                     | Biegi                      | Zwycięzca           |
| ---------------- | ---- | ----------------------------- | ------------------- | -------------------------- | -------------------------- | -------------------------- | ------------------- |
| 6 czerwca        | 2008 | Atlas Wrocław                 | Wrocław             | 8.                         | 8                          | (d,1,3,2,2)                | Damian Baliński     |
| 30 kwietnia 2010 | 2009 | Atlas Wrocław                 | Zielona Góra        | —                          | —                          | NS                         | Janusz Kołodziej    |
| 16 września      | 2010 | Betard WTS Wrocław            | Częstochowa         | 14.                        | 3                          | (0,1,1,1,d)                | Janusz Kołodziej    |
| 5 maja           | 2012 | Lubelski Węgiel KMŻ Lublin    | Gorzów Wielkopolski | 15.                        | 2                          | (0,d,2,0,0)                | Piotr Pawlicki      |
| 25 kwietnia      | 2013 | Lubelski Węgiel KMŻ Lublin    | Rawicz              | 5. miejsce w eliminacjach  | 5. miejsce w eliminacjach  | 5. miejsce w eliminacjach  | Maciej Janowski     |
| 27 września      | 2014 | GKM Grudziądz                 | Rawicz              | 11. miejsce w eliminacjach | 11. miejsce w eliminacjach | 11. miejsce w eliminacjach | Przemysław Pawlicki |
| 14 kwietnia      | 2015 | MrGarden GKM Grudziądz        | Lublin              | 12.                        | 4                          | (d,2,d,1,1)                | Przemysław Pawlicki |
| 25 kwietnia      | 2016 | Eko-Dir Włókniarz Częstochowa | Tarnów              | 13. miejsce w eliminacjach | 13. miejsce w eliminacjach | 13. miejsce w eliminacjach | Patryk Dudek        |
| 20 kwietnia      | 2017 | Speed Car Motor Lublin        | Zielona Góra        | 16.                        | 0                          | (0,0,0,0,0)                | Przemysław Pawlicki |
| 19 kwietnia      | 2018 | Speed Car Motor Lublin        | Piła                | 10. miejsce w eliminacjach | 10. miejsce w eliminacjach | 10. miejsce w eliminacjach | Jarosław Hampel     |
| 11 października  | 2019 | Orzeł Łódź                    | Gdańsk              | 6. miejsce w eliminacjach  | 6. miejsce w eliminacjach  | 6. miejsce w eliminacjach  | Krzysztof Kasprzak  |

### Srebrny Kask
| Dzień       | Rok  | Klub            | Miejscowość  | Miejsce                 | Punkty                  | Biegi                   | Zwycięzca          |
| ----------- | ---- | --------------- | ------------ | ----------------------- | ----------------------- | ----------------------- | ------------------ |
| 6 września  | 2000 | LKŻ Lublin      | Toruń        | 17. miejsce w półfinale | 17. miejsce w półfinale | 17. miejsce w półfinale | Jarosław Hampel    |
| 29 sierpnia | 2002 | TŻ Sipma Lublin | Rybnik       | 14. miejsce w półfinale | 14. miejsce w półfinale | 14. miejsce w półfinale | Krzysztof Kasprzak |
| 5 września  | 2003 | TŻ Sipma Lublin | Bydgoszcz    | —                       | —                       | NS                      | Robert Miśkowiak   |
| 3 września  | 2004 | TŻ Sipma Lublin | Zielona Góra | 13.                     | 4                       | (t,1,0,1,2)             | Adrian Miedziński  |

### Brązowy Kask
| Dzień       | Rok  | Klub            | Miejscowość         | Miejsce                 | Punkty                  | Biegi                   | Zwycięzca         |
| ----------- | ---- | --------------- | ------------------- | ----------------------- | ----------------------- | ----------------------- | ----------------- |
| 22 września | 2000 | LKŻ Lublin      | Leszno              | 13.                     | 3                       | (t,u,0,1,2)             | Roman Chromik     |
| 6 września  | 2001 | TŻ Lublin       | Ostrów Wielkopolski | 10. miejsce w półfinale | 10. miejsce w półfinale | 10. miejsce w półfinale | Rafał Szombierski |
| 4 sierpnia  | 2002 | TŻ Sipma Lublin | Tarnów              | 11.                     | 7                       | (0,1,3,0,3)             | Robert Umiński    |

### Mistrzostwa Polski Par Klubowych
| Dzień           | Rok  | Klub               | Miejscowość         | Skład | Miejsce                   | Punkty                    | Biegi                     | Zwycięzca                     |
| --------------- | ---- | ------------------ | ------------------- | ----- | ------------------------- | ------------------------- | ------------------------- | ----------------------------- |
| 8 września      | 2000 | LKŻ Lublin         | Wrocław             | [ a ] | 5. miejsce w eliminacjach | 5. miejsce w eliminacjach | 5. miejsce w eliminacjach | Polonia Bydgoszcz             |
| 30 lipca        | 2004 | TŻ Sipma Lublin    | Toruń               | [ b ] | 5. miejsce w eliminacjach | 5. miejsce w eliminacjach | 5. miejsce w eliminacjach | Apator Adriana Toruń          |
| 1 września      | 2006 | TŻ Lublin          | Bydgoszcz           | [ c ] | 4. miejsce w eliminacjach | 4. miejsce w eliminacjach | 4. miejsce w eliminacjach | Złomrex Włókniarz Częstochowa |
| 5 września      | 2008 | Atlas Wrocław      | Toruń               | [ d ] | 3. miejsce w eliminacjach | 3. miejsce w eliminacjach | 3. miejsce w eliminacjach | Unibax Toruń                  |
| 17 września     | 2009 | Atlas Wrocław      | Leszno              | [ e ] | 3. miejsce w eliminacjach | 3. miejsce w eliminacjach | 3. miejsce w eliminacjach | Falubaz Zielona Góra          |
| 3 czerwca       | 2010 | Betard WTS Wrocław | Toruń               | [ f ] | 6.                        | 10 (18)                   | (1,3,1,2,3,0)             | Unibax Toruń                  |
| 22 czerwca      | 2011 | Orzeł Łódź         | Zielona Góra        | [ g ] | 7.                        | 5 (12)                    | (2,1,2,t,0,-)             | Betard WTS Wrocław            |
| 19 października | 2014 | GKM Grudziądz      | Gorzów Wielkopolski | [ h ] | 5.                        | 0 (14)                    | (0,0,-,-,0,d)             | Stal Gorzów Wielkopolski      |

### Młodzieżowe Mistrzostwa Polski Par Klubowych
| Dzień      | Rok  | Klub            | Miejscowość         | Skład | Miejsce                   | Punkty                    | Biegi                     | Zwycięzca                 |
| ---------- | ---- | --------------- | ------------------- | ----- | ------------------------- | ------------------------- | ------------------------- | ------------------------- |
| 3 września | 1999 | LKŻ Lublin      | Ostrów Wielkopolski | [ i ] | 7. miejsce w eliminacjach | 7. miejsce w eliminacjach | 7. miejsce w eliminacjach | Iskra Ostrów Wielkopolski |
| 9 czerwca  | 2000 | LKŻ Lublin      | Piła                | [ j ] | 7. miejsce w eliminacjach | 7. miejsce w eliminacjach | 7. miejsce w eliminacjach | Ludwik Polonia Piła       |
| 30 czerwca | 2001 | TŻ Lublin       | Rybnik              | [ k ] | 6. miejsce w eliminacjach | 6. miejsce w eliminacjach | 6. miejsce w eliminacjach | ZKŻ Polmos Zielona Góra   |
| 7 lipca    | 2002 | TŻ Sipma Lublin | Piła                | [ l ] | 6. miejsce w eliminacjach | 6. miejsce w eliminacjach | 6. miejsce w eliminacjach | BGŻ S.A. Polonia Piła     |
| 15 czerwca | 2003 | TŻ Sipma Lublin | Piła                | [ m ] | 3. miejsce w eliminacjach | 3. miejsce w eliminacjach | 3. miejsce w eliminacjach | RKM Rybnik                |
| 24 czerwca | 2004 | TŻ Sipma Lublin | Częstochowa         | [ n ] | 6.                        | 11 (13)                   | (1,1,3,3,1,2)             | Unia Tarnów               |

### Memoriał Eugeniusza Nazimka
| Dzień           | Rok  | Klub                   | Miejscowość | Miejsce | Punkty | Biegi       | Zwycięzca            |
| --------------- | ---- | ---------------------- | ----------- | ------- | ------ | ----------- | -------------------- |
| 3 września      | 2005 | TŻ Sipma Lublin        | Rzeszów     | 14.     | 3      | (0,0,0,1,2) | Grzegorz Walasek     |
| 26 września     | 2008 | Atlas Wrocław          | Rzeszów     | 9.      | 8      | (0,2,1,3,2) | Matej Žagar          |
| 16 października | 2010 | Betard WTS Wrocław     | Rzeszów     | 7.      | 9      | (1,3,2,3,0) | Grzegorz Walasek     |
| 3 października  | 2014 | GKM Grudziądz          | Rzeszów     | 11.     | 5      | (0,2,d,2,1) | Grigorij Łaguta      |
| 22 lipca        | 2018 | Speed Car Motor Lublin | Rzeszów     | 7.      | 9      | (0,1,3,2,3) | Krzysztof Buczkowski |

### Memoriał B. Idzikowskiego i M. Czernego
| Dzień      | Rok  | Klub                          | Miejscowość | Miejsce | Punkty | Biegi       | Zwycięzca        |
| ---------- | ---- | ----------------------------- | ----------- | ------- | ------ | ----------- | ---------------- |
| 12 czerwca | 2016 | Eko-Dir Włókniarz Częstochowa | Częstochowa | 2.      | 12     | (3,2,1,3,3) | Sebastian Ułamek |
| 23 marca   | 2019 | Orzeł Łódź                    | Częstochowa | 16.     | 1      | (1,0,d,0,0) | Leon Madsen      |

### Turniej o Łańcuch Herbowy
| Dzień      | Rok  | Klub       | Miejscowość         | Miejsce | Punkty | Biegi            | Zwycięzca        |
| ---------- | ---- | ---------- | ------------------- | ------- | ------ | ---------------- | ---------------- |
| 1 września | 2019 | Orzeł Łódź | Ostrów Wielkopolski | 4.      | 12+2+0 | (3,3,3,1,2) +2+0 | Bartosz Zmarzlik |

### Mecz Narodów
| Dzień          | Rok  | Klub                        | Miejscowość | Drużyna | Skład | Miejsce | Punkty    | Biegi        | Zwycięzca |
| -------------- | ---- | --------------------------- | ----------- | ------- | ----- | ------- | --------- | ------------ | --------- |
| 15 września    | 2019 | Orzeł Łódź                  | Łódź        | Polska  | [ o ] | 1.      | 12+1 (33) | (2,3,2*,3,2) | –         |
| 1 października | 2020 | Orzeł Łódź                  | Łódź        | Orły    | [ p ] | 2.      | 3 (9)     | (3)          | Kangury   |
| 17 września    | 2022 | Abramczyk Polonia Bydgoszcz | Łódź        | Orły    | [ q ] | 3.      | 4 (21)    | (t,1,3,0)    | Kangury   |

### Kryterium Asów
| Dzień    | Rok  | Klub                        | Miejscowość | Miejsce | Punkty | Biegi       | Zwycięzca        |
| -------- | ---- | --------------------------- | ----------- | ------- | ------ | ----------- | ---------------- |
| 30 marca | 2008 | Atlas Wrocław               | Bydgoszcz   | 16.     | 2      | (1,0,1,0,0) | Tomasz Gollob    |
| 25 marca | 2022 | Abramczyk Polonia Bydgoszcz | Bydgoszcz   | 14.     | 5      | (1,t,1,3,0) | Bartosz Zmarzlik |
| 24 marca | 2024 | Grupa Azoty Unia Tarnów     | Bydgoszcz   | 16.     | 0      | (0,0,0,–,–) | Bartosz Zmarzlik |